# Спринг Вали (Аризона)
Спринг Вали (енгл. Spring Valley) насељено је место без административног статуса у америчкој савезној држави Аризона.

## Демографија
По попису из 2010. године број становника је 1.148, што је 129 (12,7%) становника више него 2000. године.
| Група             | 2000.       | 2010.         |
| Белци             | 950 (93,2%) | 1.006 (87,6%) |
| Афроамериканци    | 7 (0,7%)    | 11 (1,0%)     |
| Азијати           | 3 (0,3%)    | 1 (0,1%)      |
| Хиспаноамериканци | 48 (4,7%)   | 95 (8,3%)     |
| Укупно            | 1.019       | 1.148         |